# Sportåret 1926

## Händelser

### Bandy
- 21 februari - Västerås SK blir svenska mästare efter finalvinst över IK Sirius med 1-0 på Stockholms stadion.[1][2][3]

### Baseboll
- 10 oktober - National League-mästarna St. Louis Cardinals vinner World Series med 4-3 i matcher över American League-mästarna New York Yankees.[4]

### Cykel
- Lucien Buysse, Belgien vinner Tour de France
- Giovanni Brunero, Italien vinner Giro d'Italia

### Fotboll
- 21 mars - Irland spelar sin första officiella landskamp i fotboll, då man i Turin förlorar med 0-3 mot Italien.[5]
- 24 april - Bolton Wanderers FC vinner FA-cupfinalen mot Manchester City FC med 1-0 på Wembley Stadium.[6]
- 30 juli - Idrottsföreningen Norrtulls Sportklubb grundas på Norrmalm i centrala Stockholm.[7]
- 3 november – Uruguay vinner sydamerikanska mästerskapet i Santiago de Chile före Argentina och Chile.[8]
- Okänt datum – FC Barcelona vinner Copa del Rey (spanska cupen).
- Okänt datum – St Mirren FC vinner skotska cupen

#### Ligasegrare / resp lands mästare
- 6 juni - Örgryte IS segrar i Allsvenskan och blir därmed svenska mästare.
- Okänt datum – B 1903 blir danska mästare.
- Okänt datum – Huddersfield Town FC vinner engelska ligans första division för tredje året i rad.
- Okänt datum – Celtic FC vinner skotska ligan.
- Okänt datum – SpVgg Fürth blir tyska mästare.

### Friidrott
- 27 augusti-29 augusti - Internationella kvinnospelen 1926, Göteborg

- 31 december - Jorge Mancebo vinner Sylvesterloppet i São Paulo.[9]
- John C. Miles, Kanada vinner Boston Marathon.[10]

### Ishockey
- 11 januari – Polen inträder i IIHF.[11]

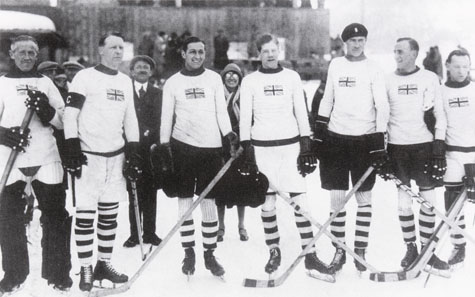
Storbritanniens lag vid Europamästerskapet i Schweiz.

- 19 januari – Schweiz vinner Europamästerskapet i Schweiz före Tjeckoslovakien och Österrike.[12]
- 12 februari – Djurgårdens IF tar sin första svenska mästerskapstitel efter en finalvinst över Västerås SK med 7-1.[13]
- 6 april – Stanley Cup: Montreal Maroons besegrar Victoria Cougars i finalspelet med 3–1 i matcher.
- Okänt datum – Ishockey introduceras i Gävle under säsongen 1926–1927.[14]

### Konståkning

#### VM
- Herrar: Willy Böckl, Österrike
- Damer: Herma Szábo, Österrike
- Paråkning: Andrée July-Brunet & Pierre Brunet, Frankrike

#### EM
- Herrar: Willy Böckl, Österrike

### Motorsport
- Den franska biltillverkaren Bugatti vinner världsmästerskapet i Grand Prix-racing.
- Fransmännen Robert Bloch och André Rossignol vinner Le Mans 24-timmars med en Lorraine-Dietrich.

### Simning

#### EM
Detta år omfattade tävlingarna endast grenar för herrar.
- Vid EM i simning uppnådde svenska simmare följande resultat:
  - 100 m frisim, herrar – 2. Arne Borg
  - 100 m frisim, herrar – 3. Georg Werner
  - 400 m frisim, herrar – 1. Arne Borg
  - 1 500 m frisim, herrar – 1. Arne Borg
  - 100 m ryggsim, herrar – 3. Eskil Lundahl
  - Lagkapp 4 x 200 m frisim, herrar – 3. Sverige

### Skidor, nordiska grenar
- 21 februari - Per-Erik Hedlund, Malungs IF vinner Vasaloppet.[15][16]

#### SM
- 20 km vinns av Per-Erik Hedlund, Malungs IF. Lagtävlingen vinns av Luleå SK
- 30 km vinns av John Wikström, Luleå SK. Lagtävlingen vinns av Luleå SK
- 60 km vinns av Per-Erik Hedlund, Malungs IF.  Lagtävlingen vinns av Luleå SK
- Backhoppning vinns av Victor Dahlén, Luleå SK. Lagtävlingen vinns av Djurgårdens IF.
- Nordisk kombination vinns av Sven Johansson, Luleå SK. Lagtävlingen vinns av Djurgårdens IF.

### Tennis

#### Herrar
- 11 september - USA vinner International Lawn Tennis Challenge genom att finalbesegra Frankrike med 4-1 i Philadelphia.[17]

##### Tennisens Grand Slam
- Australiska öppna - John Hawkes, Australien
- Wimbledon - Jean Borotra, Frankrike
- US Open - René Lacoste, Frankrike

#### Damer

##### Tennisens Grand Slam
- Australiska öppna - Daphne Akhurst, Australien
- Wimbledon - Kathleen McKane Godfree, Storbritannien.
- US Open - Molla Bjurstedt Mallory, Norge

## Rekord

### Friidrott
- 3 april – Clarence Houser, USA förbättrar världsrekordet i diskus till 48,20 m
- 23 maj – Halina Konopacka, Polen förbättrar världsrekordet i diskus damer till 34,15 m
- 24 maj - Paavo Nurmi, Finland förbättrar världsrekordet på 3 000 m till 8.25,4 min
- 5 juni – Kinue Hitomi, Japan förbättrar världsrekordet i längdhopp damer  till 5,75 m
- 26 juni – Pauline Hascup, USA förbättrar världsrekordet i spjut, damer till 33,07 m
- 3 juli – Otto Peltzer, Tyskland förbättrar världsrekordet på 800 m  till 1.51,8 min
- 6 juli – Boston AA, USA förbättrar världsrekordet på 4 x 800 m till 7.41,4 min
- 12 juli – Turun Urheilulitto, Finland förbättrar världsrekordet på 4 x 1 500 m till 16.26,2 min
- 13 juli - Paavo Nurmi, Finland förbättrar världsrekordet på 3 000 m till 8.20,4 min
- 17 juli – Turun Urheilulitto, Finland förbättrar världsrekordet på 4 x 1 500 m till 16.11,4 min
- 18 juli – Paavo Yrjölä, Finland, förbättrar världsrekordet i tiokamp till 7 820 poäng
- 26 juli – Lillian Copeland, USA förbättrar världsrekordet i spjut, damer till 35,55 m
- 2 augusti – Phyllis Green, Storbritannien  förbättrar världsrekordet i höjdhopp damer  till 1,55 m
- 8 augusti – Halina Konopacka, Polen förbättrar världsrekordet i diskus damer till 34,90 m
- 22 augusti – Milly Reuter, Tyskland förbättrar världsrekordet i diskus damer till 38,34 m
- 29 augusti - Storbritanniens stafettlag förbättrar världsrekordet på 4 x 100 m damer  till 49,8 sek
- 6 september – Ethel Catherwood, Kanada förbättrar världsrekordet i höjdhopp damer  till 1,58 m
- 30 september – Sera Martin, Frankrike förbättrar världsrekordet på 1 000 m till 2.26,8 min
- 11 september – Otto Peltzer, Tyskland förbättrar världsrekordet på 1 500 m  till 3.51,0 min

## Evenemang
- VM i konståkning för herrar anordnas i Berlin, Tyskland.
- VM i konståkning för damer anordnas i Stockholm, Sverige.
- VM i konståkning i paråkning anordnas i Berlin, Tyskland
- EM i konståkning för herrar anordnas i Davos, Schweiz.
- EM i simning anordnas i Budapest, Ungern

## Födda
- 20 februari - Bob Richards, (”Den stavhoppande prästen”), amerikansk friidrottare, stavhoppare.
- 2 april - Jack Brabham, australiensisk racerförare.
- 4 juli - Alfredo Di Stéfano, argentinsk/spansk fotbollsspelare.
- 21 november - Hans Öberg, svensk utövare av bandy, fotboll, ishockey och handboll.
- 13 december - George Rhoden, jamaicansk sprinter.
- 30 december - Gösta Nordgren, Snoddas, svensk sångare, flottare och bandyspelare.

## Bildade föreningar och klubbar
- 16 maj - Ljungskile SK[18]
- 6 december  - Trelleborgs FF, fotbollsklubb i Sverige.[19][18]

### Fotnoter
1. ↑  Erik Jonsson (21 februari 1926). ”1920–1929”. Svenska Bandyförbundet. Arkiverad från originalet den 16 februari 2015. https://web.archive.org/web/20150216045601/http://www.svenskbandy.se/BANDYFINALEN/HISTORIK/Svenskamastare/Herrar/1920-1929/. Läst 18 mars 2020.
2. ↑  ”Bandy”. Svenska Dagbladets årsbok. 21 februari 1926. sid. 206. https://runeberg.org/svda/1926/0208.html. Läst 6 juni 2011.
3. ↑  ”Västerås Sportklubbs SM-finaler i bandy”. VSK Forum. http://www.vskforum.com/vsk.nu/SM-finallag.html. Läst 18 mars 1926.
4. ↑  ”1926 World Series” (på engelska). Baseball-Reference.com. http://www.baseball-reference.com/postseason/1926_WS.shtml. Läst 16 juli 2015.
5. ↑  ”Ireland - International Results” (på engelska). RSSSF. http://www.rsssf.com/tablesi/ier-intres.html. Läst 20 augusti 2011.
6. ↑  ”England FA Challenge Cup 1925/1926” (på engelska). RSSSF. http://www.rsssf.com/tablese/engcup1926.html. Läst 19 augusti 2012.
7. ↑  ”OM OSS”. Norrtulls Sportklubb. https://norrtullssk.se/omoss. Läst 22 december 2021.
8. ↑  ”South American Championship 1926” (på engelska). RSSSF. http://www.rsssf.com/tables/26safull.html. Läst 16 augusti 2011.
9. ↑  ”1920” (på portugisiska). Sylvesterloppet. Arkiverad från originalet den 1 mars 2014. https://web.archive.org/web/20140301033657/http://www.saosilvestre.com.br/1920. Läst 19 augusti 2012.
10. ↑  ”Boston Marathon”. Arkiverad från originalet den 27 april 2015. https://web.archive.org/web/20150427035419/http://www.baa.org/races/boston-marathon/boston-marathon-history/past-champions/past-mens-open-champions.aspx. Läst 9 april 2011.
11. ↑  ”Poland” (på engelska). International Ice Hockey Federation. 11 januari 1926. https://www.iihf.com/en/associations/1358/poland. Läst 21 augusti 2011.
12. ↑  ”Championnats d'Europe 1926” (på franska). Hockey Archives. 19 januari 1926. https://www.hockeyarchives.info/Euro1926.htm. Läst 15 augusti 2011.
13. ↑  ”Championnat de Suède 1925/26” (på franska). Hockey Archives. https://www.hockeyarchives.info/Suede1926.htm. Läst 15 augusti 2011.
14. ↑  ”Year by Year News Headlines in Sweden” (på engelska). AZ Hockey. Arkiverad från originalet den 6 september 2015. https://web.archive.org/web/20150906043330/http://www.azhockey.com/year/yearSWEDEN.html. Läst 2 september 2011.
15. ↑  ”Historiska segrare”. Vasaloppet. Arkiverad från originalet den 22 mars 2020. https://web.archive.org/web/20200322121012/https://www.vasaloppet.se/wp-content/uploads/sites/1/2019/09/historiska_segrare_vasaloppet_sve_2019-09-18.pdf. Läst 5 september 2011.
16. ↑  ”Skidlöpning”. Svenska Dagbladets årsbok. 10 mars 1927. sid. 212. https://runeberg.org/svda/1926/0214.html. Läst 6 juni 2011.
17. ↑  ”Davis Cup”. http://www.daviscup.com/en/results/tie/details.aspx?tieId=10003585. Läst 20 augusti 2011.
18. 1 2  Martin Alsiö (10 mars 2004). ”De allsvenska klubbarnas födelsedagar”. Bolletinen. http://www.bolletinen.se/sfs/allsvenskan/grundades.pdf. Läst 18 februari 2015.
19. ↑  ”Trelleborgs FF historia”. Trelleborgs FF. Arkiverad från originalet den 25 maj 2012. https://archive.is/20120525062208/http://www.trelleborgsff.se/historia. Läst 6 juni 2011.